# Анакоко (Луизијана)
Анакоко (енгл. Anacoco) град је у америчкој савезној држави Луизијана.

## Демографија
По попису из 2010. године број становника је 869, што је 3 (0,3%) становника више него 2000. године.
| Група             | 2000.       | 2010.       |
| Белци             | 805 (93,0%) | 792 (91,1%) |
| Афроамериканци    | 1 (0,1%)    | 16 (1,8%)   |
| Азијати           | 9 (1,0%)    | 7 (0,8%)    |
| Хиспаноамериканци | 21 (2,4%)   | 26 (3,0%)   |
| Укупно            | 866         | 869         |